# Дава
Дава (на латински: Dava, в мн. ч. Davae) е гето-дакийски термин, използван през античността за обозначаване на дакийски град или крепост.
Обикновено името посочва племенен център, голямо селище или укрепен район. Някои от тези селища носят археологически белези на традиционната строителна техника Murus Dacicus.
Много от имената на градовете на даките са съставени от 2 лексикални елемента – племенното име и наставка -дава, -дауа, -деба, -даба, -дова или представка Дева.
Счита се, че терминът произлиза от праиндоевропейската дума за „селище“ – dhewa, еднокоренна с думата в Зазаки dewe, означаваща „село“.
Повечето от тези градове се цитирани за първи път от Клавдий Птолемей и затова днес се датират около I век. Страбон нарича даките гети, тъй като говорят на тракийски език, а техните крале са били винаги разглеждани като траки от Дион Касий, Трог Помпей, Апиан, Херодот и Плиний Стари). „Дава“-градове са строени и в Южните Балкани – такива са предшествениците на днешните Сандански и Пловдив.

## Списък наdavae
Списъкът на дакийските градове, за които има исторически сведения, макар и не всички да са разкрити или отъждествени, включва:
- Ачидава[3] (цитирана на латински: Acidaua), укрепен град на Дунав. Днес попада в очертанията на град Пятра-Олт, Олтения, Румъния.
- Аедава[4] (Aedeva, Aedabe, Aedeba или Aedadeba), според Прокопий Кесарийски отстои на Дунавски път между Августе и Вариана в Mизия, дн. България.
- Аядава (Aiadaba, Aeadaba, на гръцки: Αἰάδαβα), разположен в Ремезиана, дн. Бела паланка, Сърбия.
- Арджедава (Argedauon, Sargedava, Sargedauon, Zargedava, Zargedauon, на старогръцки: Αργεδαυον, Σαργεδαυον), споменава се в Декрета от Дионисополис, като се предполага, че е тъждествен на днешен Михъйлещ, окръг Джурджу, Румъния, както и че е столица на Буребиста.
- Арджидава (Argidaua, Arcidava, Arcidaua, Argedava, Argedauon, Sargedava, Sargedauon, Zargedava, Zargedauon, на старогръцки: Ἀργίδαυα, Αργεδαυον, Σαργεδαυον), друга вероятна локация на столицата на Буребиста, намираща се в дн. Вередия, Караш-Северин, Румъния.
- Брегедаба
- Бурикодава
- Буридава, дн.Окнеле-Мари, Румъния.
- Бутеридава
- Даусдава, „Вълче светилище“, укрепен град южно от Дунав.
- Десудаба
- Дева, днешен румънски град недалеч от Сармизегетуса.
- Докидава
- Гилдова, град на река Висла.
- Гиридава
- Итадеба, в днешна Североизточна Република Македония.
- Жидава, близо до Къмпулунг, Румъния.
- Жидова
- Капидава, укрепен град на южния бряг на Долния Дунав. Днес село Топалу, Румъния.
- Карсидава
- Квемедава, в Дардания.
- Комидава, дн. Ръшнов, Румъния.
- Клепидава
- Маркодава
- Муридеба
- Нентинава, дн. Слобозия, Румъния.
- Нентивава, дн. Олтеница, Румъния.
- Патридава
- Пелендава, дн. Крайова.
- Пербуридава
- Петродава, дн. в очертанията на Пятра-Нямт.
- Пироборидава, дн. Пояна (Галац), Румъния.
- Пулпудева, дакизирано произношение и превод на Филипопол, по името на завладялия древната Евмолпия Филип Македонски. Днешен Пловдив.
- Рамидава.
- Рецидава.
- Русидава, дн. Дрегешани, Румъния.
- Сачидава
- Сагадава, дн. Дунерени, Румъния.
- Сандава
- Сангидава
- Скедеба
- Сетидава, на река Варта, в очертанията на дн. Жнин или Калиш, Полша.
- Сингидава.
- Сукидава, дн. в очертанията на Корабия, Румъния.
- Сусудава.
- Сукидаба
- Тамасидава
- Гермидава – неотъждествен град в Далмация, според Птолемей основан близо до днешна Шкодра от дакийски мигранти.
- Утидава
- Заргидава
- Зиридава, с неясна локализация в дн. Банат, Румъния.
- Зиснедева, град в Дакийска Мизия.
- Зучидава
- Зиснудеба
- Зусидава.

Този списък не включва дакийските градове, в чието име няма елемент -dava-, като например Апулон и Сармизегетуза.

## Книгопис
- Tomaschek, Wilhelm (1883). „Les Restes de la langue dace“ in „Le Muséon, Volume 2“. Belgium: „Société des lettres et des sciences“ Louvain, Belgium.
- Joseph, Van Den Gheyn (1885). Les populations Danubiennes'. Belgium: „Revue des questions scientifiques, Volumes 17 – 18“ by „Société scientifique de Bruxelles“.